# Franz-Heinrich Sobotka
Franz-Heinrich Sobotka (* 24. Dezember 1907 in Wien; † 12. November 1988 in Berlin (West)) war ein deutscher Architekt.

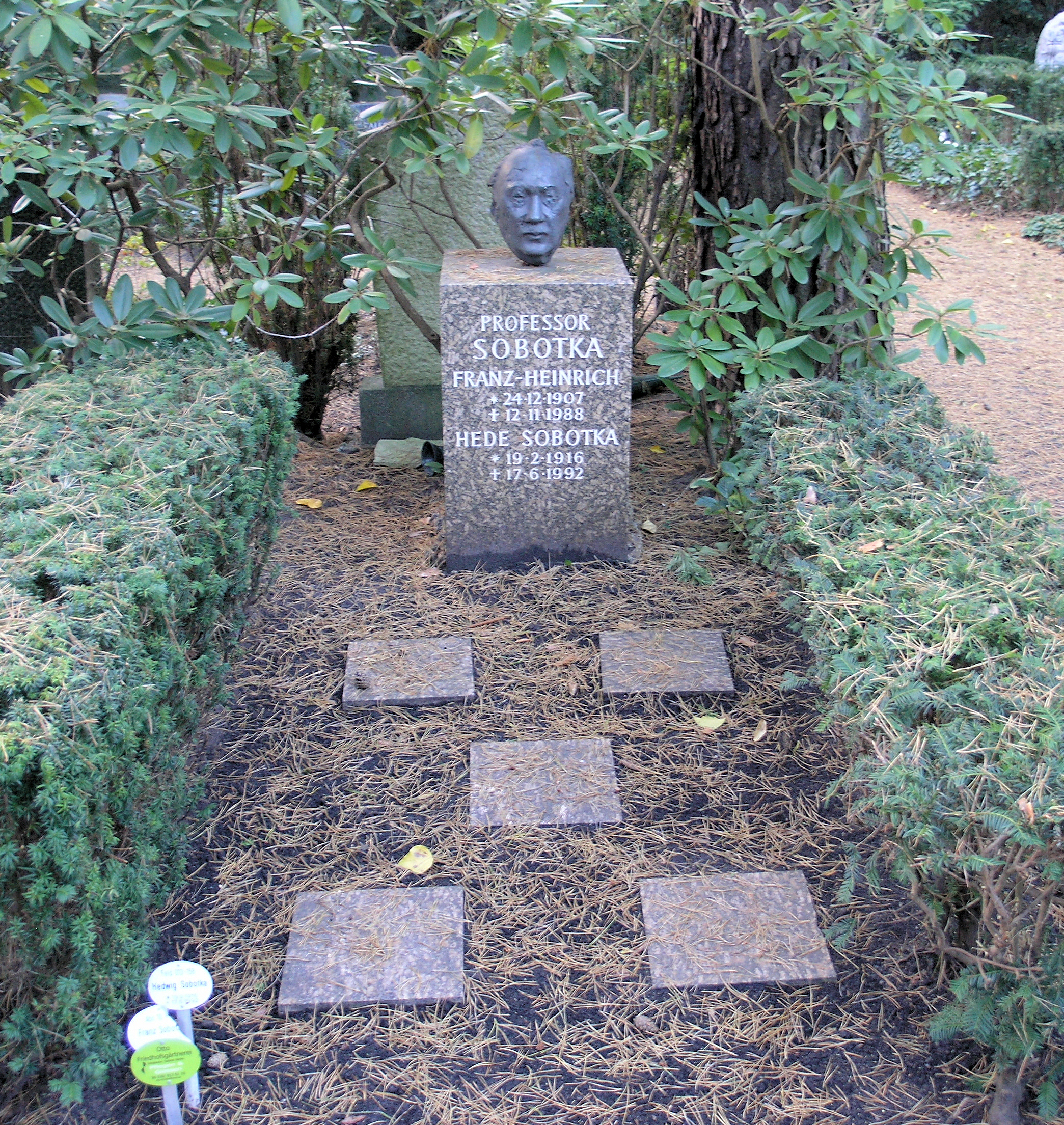
Grabstätte Franz-Heinrich Sobotkas in Berlin-Dahlem

## Leben
Franz-Heinrich Sobotka studierte an der Akademie für angewandte Kunst in Wien. Er besuchte dort die Meisterklassen von Josef Hoffmann und Oskar Strnad und arbeitete dann im Atelier von Hugo Gorge. Ab 1927 lebte er in Berlin, wo er zunächst in den Ateliers von Bruno Paul und Erich Mendelsohn tätig war und entscheidende Einflüsse erhielt.
Seit 1938 arbeitete er selbstständig; seit 1945 war er assoziiert mit Gustav Müller, einem Studienfreund aus Wien. Von 1945 bis 1951 war zunächst auch Hermann Fehling an dieser Sozietät beteiligt. Das Büro Sobotka und Müller plante und realisierte zahlreiche Projekte in Berlin sowie in Kassel, Köln und in Hannover. 1970 schied Müller aus und der langjährige Mitarbeiter und Atelierchef Hans-Jürgen Juschkus wurde Sozius.
Sobotkas Schwerpunkt bestand in Geschäftshausbauten und mittleren Hochhausbauten der Nachkriegsmoderne Berlins.
Franz-Heinrich Sobotka war Mitglied im Bund Deutscher Architekten (BDA), im Architekten- und Ingenieur-Verein zu Berlin und in der Wiener Secession.

## Ehrungen
- 1956: Verleihung des Professoren-Titels durch den österreichischen Bundespräsidenten
- 1961: Josef-Hoffmann-Ehrung der Wiener Secession
- 1964: Verleihung des Ehrenkreuzes für Wissenschaft und Kunst I. Klasse

## Bauten

### Vor 1945
- 1940–1943: Großkraftwerk in Thalheim bei Bitterfeld für die I.G. Farben
- 1941–1944: Siedlungs- und Industriebauten für die IG Farben in Moosbierbaum an der Donau bei Wien
- 1941–1944: Industrieanlagen und Verwaltungsbauten für die IG Farben in Oberschlesien

### Sobotka und Juschkus
- 1971: Revita Hotel Bad Lauterberg im Harz
- 1973–1976:  Kirche St. Maximilian Kolbe, Maulbeerallee, Staaken, Berlin-Spandau